# Niek Pancras
Nicolaas Adrianus (Niek) Pancras (Waarland, 20 juni 1938 - Den Haag, 27 juni 2010) was een Nederlands acteur.

## Biografie
Pancras studeerde in 1968 af aan de Toneelschool Maastricht. Vanaf 1971 werkte hij, naast in het theater, ook regelmatig op televisie, waarbij hij zich specialiseerde in komedies, kluchten en satires, hoewel hij ook vaak serieuze rollen op zich nam. Hij had grote rollen in de televisieseries Schoppentroef, Het wassende water, Medisch Centrum West en de speelfilm Ciske de Rat.
Zijn bekendste televisierol kreeg hij in 1988 als de dommige gevangene Peer Tol in de sitcom Laat maar zitten van de VARA, waarin hij een van de belangrijkste bijrollen had naast Johnny Kraaijkamp. In 2003 nam hij in de televisieserie Goede tijden, slechte tijden tijdelijk de rol van Govert "Meneer" Harmsen over van de met gezondheidsproblemen kampende Wik Jongsma.
Pancras overleed in 2010 op 72-jarige leeftijd.

## Filmografie

### Speelfilms
- De mannetjesmaker (1983)
- Ciske de Rat (1984)
- In de schaduw van de overwinning (1986)
- Op hoop van zegen (1986)
- Suzy Q (1999)

### Televisiewerk
- Per ongeluk (1971)
- Fred Hache Show, afl 3. De Loodgieter (1972)
- Centraal station (1973)
- Arnhem: the story of an escape (1976)
- Kon hesi baka - Kom gauw terug (1977)
- De beslagen spiegel (1980)
- Nestwarmte (1981)
- Transport (1983)
- Op dood spoor (1984)
- Oma Fladder (1984)
- Schoppentroef (1984)
- Het vonnis (1984)

- Het wassende water (1986)
- Laat maar zitten (1988-1991) Peer Tol
- Medisch Centrum West (1988-1990)
- Rust Roest (1989)
- De Brug (1990)
- Oppassen!!! (1992)
- De marionettenwereld (1993)
- Een spoor van blauw zand (1994)
- Kats & Co (1994) Maarten Hofkamp
- Vrouwenvleugel (1994)
- Kink in de kabel (1995)

- 12 steden, 13 ongelukken (1993) Toon / (1996) Joop
- Toen was geluk heel gewoon (1996 en 1997)
- De club (1998)
- Wij Alexander (1998)
- Kees & Co (1999) Buurman van Dam
- Westenwind (1999)
- Novemberlicht (2003)
- De man in de linnenkast (2003)
- ONM (2003)
- Goede tijden, slechte tijden (2003-2004) Govert Harmsen
- Grijpstra & De Gier (2006) Ome Theo